# Firmin Vignon
Pour les articles homonymes, voir Vignon.
Firmin Vignon (1818-1891) est un jésuite, un professeur et un supérieur d'enseignement canadien.
Né à Cappi, dans le département de la Somme, en France, le 25 septembre 1818, il entra chez les jésuites à Saint-Acheul en 1841 et y prononça ses vœux en 1843 ; il fut ordonné à Laval, le 23 septembre 1848. 
De 1848 à 1850, il est en France, où il fit son troisième an de probation. Embarqué pour le Canada, il est professeur au collège Sainte-Marie de Montréal en 1850-1851, curé de Laprairie de 1851 à 1854, recteur du collège Sainte-Marie à Montréal de 1857 à 1862 et de 1865 à 1870. 
Nommé supérieur de la résidence de Québec, il est ensuite recteur du noviciat au Sault-au-Récollet, recteur aux Trois-Rivières, au scolasticat de Montréal. Il est décédé à Montréal, le 18 octobre 1891 et est inhumé au Sault-au-Récollet.